# صنایع دفاعی ایران

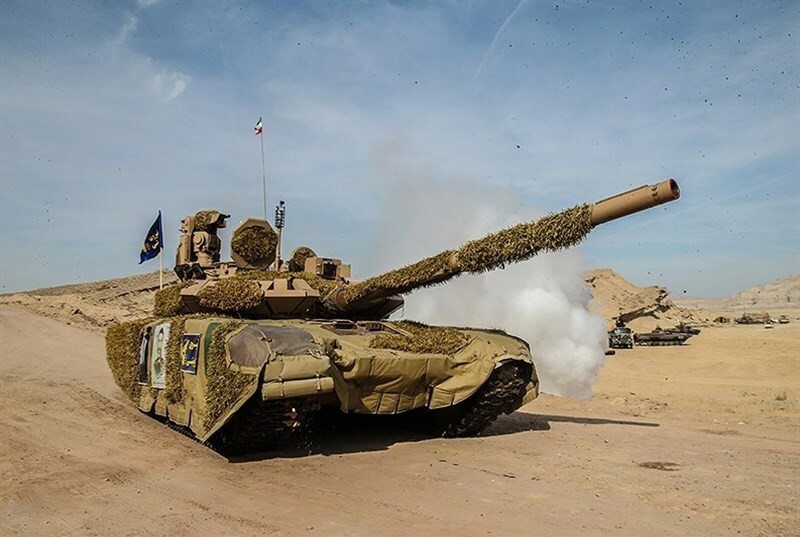
تانک کرار ساخته شده توسط صنایع جنگی ایران

صنایع دفاعی ایران کارخانه‌های بسیاری در زمینه ساخت انواع اسلحه و تجهیزات نظامی دارد.

## پیشینه
صنایع دفاعی ایران در دوران حکومت محمد رضا پهلوی پایه‌گذاری شد اما ایران تنها بخش ناچیزی از تسلیحات خود را تولید کرده و همچنین یکی از بزرگترین وارد کنندگان اسلحه بود. در سال ۱۳۵۴، صنایع الکترونیکی ایران تأسیس شد تا به کار جمع‌آوری و تعمیر سلاحهای وارداتی بپردازد. بیشترین جنگ‌افزارهای ایران قبل از انقلاب اسلامی، از آمریکا و اروپا وارد می‌شدند. بین سال‌های ۱۳۵۲ و ۱۳۵۶، شاه سفارش ۸ میلیارد دلار جنگ‌افزار را به آمریکا داد و آمریکا تا انقلاب ایران (۱۳۵۷)، به ایران فروخت. در سال ۱۳۵۶، سازمان صنایع دفاعی ایران به‌طور مشترک با اسرائیل شروع به کار کردن روی انواع موشک کرد و ایران و اسرائیل به‌طور مشترک پروژه‌ای به نام پروژه شکوفه را پایه‌گذاری کردند و در همین راستا تقاضا داشتند که این پروژه روی موشک‌ها گسترش یابد این پروژه به دلیل انقلاب اسلامی ایران ناتمام ماند.

## خطوط تولید قبل از انقلاب
-خط تولید آر پی جی ۷  با ظرفیت یکصد هزار در سال
-خط تولید موشک ضد تانک تاو
-خط تولید ژ-۳ با ظرفیت یکصدهزار عدد در سال
خط تولید مسلسل ام جی با ظرفیت چهار هزار در سال
خط تولید گلوله توپ ۱۵۵  ظرفیت دویست هزار در سال 
خط تولید تانک شیر ایران در کارخانه تانک درود در سال ۱۳۵۵ تاسیس شد.
خط تولید تانک شیر ایران در کارخانه تانک مسجد سلیمان در سال ۱۳۵۵ تاسیس شد.

## صنایع دفاعی ایران پس از انقلاب
پس از انقلاب با مواجه شدن ایران با تحریم‌های گسترده از سوی کشورهای مختلف بلوک شرق و غرب که بعضاً حتی از فروش سیم خاردار به ایران نیز ابا کرده یا حتی کالاهای غیرنظامی که ممکن است مصارف نظامی داشته باشند را نیز به ایران نمی‌فروختند، با شروع جنگ هشت ساله و تهدید روزافزون ایران از سوی اسراییل و آمریکا و سایر متحدین غربی، ایران ساخت تسلیحات بومی را توسعه داد.
در سال ۱۳۵۸ ایران اولین گام‌ها را در زمینه ساخت و مهندسی معکوس جنگ‌افزارهای ساخت شوروی از جمله آر پی جی-۷، بی ام-۲۱ کاتیوشا و موشک دوش پرتاب سم-۷ آغاز کرد.
بعد از آغاز جنگ ایران و عراق و آغاز تحریم‌های اقتصادی و نظامی علیه ایران، ایران هیچ چاره‌ای جز تکیه به صنایع نظامی خودی برای تعمیر و ساخت جنگ‌افزار نداشت. سپاه پاسداران انقلاب اسلامی نیز با مداخله و بر عهده گرفتن برخی وظایف به این کار کمک کرد و پس از مدت‌ها صنایع دفاعی ایران به صورت رسمی شکل گرفت و وزیر دفاع ایران سرمایه زیادی را برای راه‌اندازی صنایع موشکی اختصاص داد و بعدها ایران مهمات موشکی بسیاری ساخت.
از سال ۱۳۷۱ به بعد ایران توانست که انواع محصولات مورد نیاز نظامی خود مانند تانک، نفربر، موشک، زیردریایی و هواپیمای جنگنده بسازد.
در ۲ نوامبر ۲۰۱۲، سرتیپ حسن سیفی ایران گزارش داد که ارتش ایران در تولید تجهیزات نظامی به خودکفایی رسیده و توانایی دانشمندان ایرانی باعث شده تا کشور در این زمینه پیشرفت چشمگیری داشته باشد. ارتش جمهوری اسلامی ایران برخلاف کشورهای غربی که تسلیحات و مهمات جدید خود را از دید همگان پنهان می کنند، از نمایش آخرین دستاوردهای نظامی خود هراسی ندارد و همه کشورها باید از پیشرفت ایران در تولید تسلیحات آگاه شوند. از سال ۲۰۱۶، وزارت دفاع با بیش از ۳۱۵۰ شرکت ملی و ۹۲ دانشگاه همکاری داشته است.
وزارت دفاع ایران مدعی شد که ساخت توپ‌های لیزری پدافند هوایی را در ۱۶ نوامبر ۲۰۱۹ آغاز کرده است. امیر سرتیپ امیر حاتمی وزیر دفاع ایران در ۳ سپتامبر ۲۰۲۰ گفت کشورش توانایی ساخت بیش از ۳۸۰۰۰ تجهیزات نظامی و قطعات سخت افزاری را دارد. در فوریه ۲۰۲۳، ایران گزارش داد که صادرات محصولات نظامی خود را در سال ۲۰۲۲ سه برابر کرده است در حالی که خودکفایی در نیازهای نظامی به ۹۳ درصد رسیده است. محمدرضا آشتیانی، وزیر دفاع ایران، در مارس ۲۰۲۴ بدون اشاره به جزئیات، مدعی افزایش ۴ تا ۵ برابری صادرات دفاعی شد.

### پدافند
روسیه با وجود عدم ممانعت فروش سلاح‌های دفاعی به ایران بر اساس قطعنامه‌های تحریمی سازمان ملل و دریافت یک میلیارد دلار با فشار اسراییل فروش سامانه اس ۳۰۰ را به تأخیر انداخت. از سوی دیگر اسراییل و آمریکا و متحدین هر روز از احتمال حمله به مراکز هسته‌ای ایران سخن می‌گفتند. در چنین شرایطی سید علی خامنه‌ای رهبر ایران از نیروهای نظامی ایران خواست با باور کردن توان داخلی خود سامانه‌ای مشابه اس ۳۰۰ تولید کنند. این سامانه که چندی بعد ساخته شد بر همین اساس باور ۳۷۳ نامیده شد.

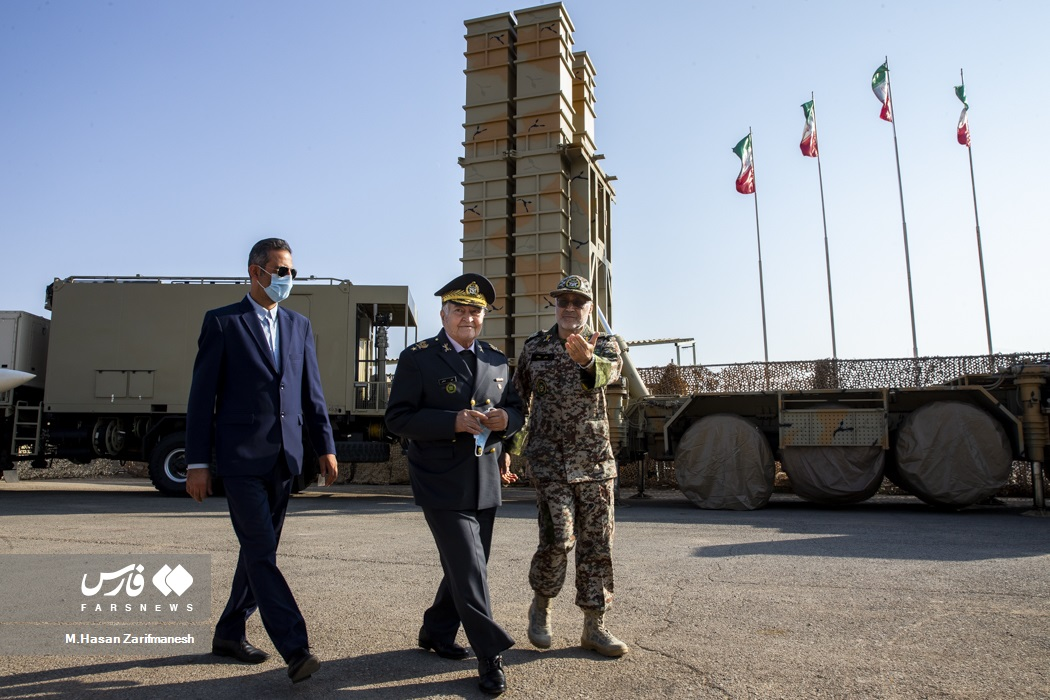
سامانه پدافندی بردبلند باور ۳۷۳

 ۳۷۳ اشاره به نام پیامبر اسلام بر اساس حروف ابجد دارد و. مؤسسه واشینگتن برای سیاست خاور نزدیک در فروردین ۱۳۹۶ دربارهٔ توان ایران در عرصه پدافند می‌نویسد:
مطمئنا تنها معدود کشورهای وجود دارند که قادر به توسعه مجموعه رادارها و موشک‌های هدایت شونده برد متوسط و برد بلند دفاع هوایی خود هستند و اگر ایرانی‌ها همان‌طور که وعده داده‌اند بتوانند بر موانع موجود در این راه غلبه کنند، نه تنها در آینده قابل پیش‌بینی در دفاع هوایی خودکفا می‌شوند بلکه می‌توانند سامانه‌های تلاش و باور خود را حتی صادر کنند.

### حوت، سریع‌ترین اژدر جهان
ایران در سال ۱۳۸۵ اعلام کرد که موفق به ساخت اژدر حوت شده‌است که سریع‌ترین اژدر جهان به‌شمار می‌رود و قابلیت هدف قرار دادن بسیاری از زیردریایی‌های آمریکایی را دارد. ساخت این اژدر بازتاب وسیعی در رسانه‌های جهان داشت. در سال ۱۳۸۸ سپاه پاسداران طی رزمایشی دریایی از این اژدر رونمایی کرد.

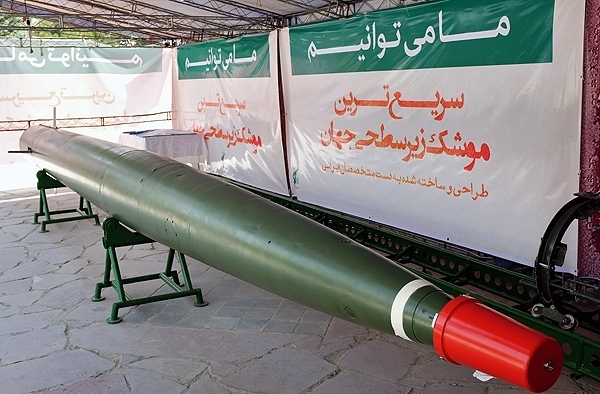
اژدر فوق سریع دوزیست حوت

### آرش، دوربردترین پهپاد انتحاری جهان

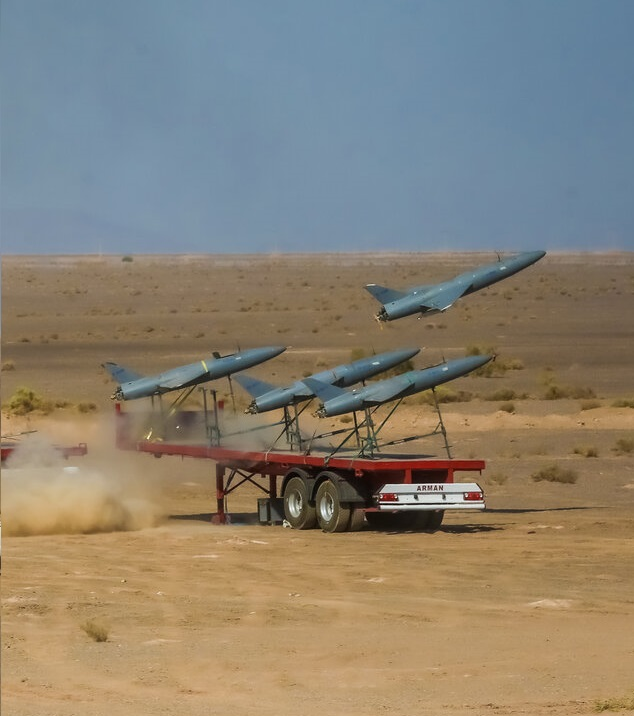
پهپاد بومی آرش

ایران در سال ۱۳۹۹ و در جریان برگزاری رزمایش پهپادی از پهپاد انتحاری آرش رونمایی کرد که گفته می‌شود بردی معادل ۲۰۰۰ کیلومتر دارد. پیش از این پهپاد اسرائیلی هاروپ با برد عملیاتی ۱۰۰۰ کیلومتر دوربردترین پهپاد انتحاری جهان محسوب می‌شد اما پهپاد آرش با انهدام هدفی در فاصله ۱۴۰۰ کیلومتری (از سواحل مکران تا کویر سمنان) عملا نشان داده است برد عملیاتی فراتر از این رقم را دارا است. دربرخی منابع نیز برد این پهپاد ۱۶۰۰ کیلومتر ذکر شده که همچنان بالاترین برد در کلاس پهپادهای انتحاری است.

### تحول ساختاری نیروهای مسلح
پس از پایان جنگ، به منظور انسجام بیشتر و بهره‌گیری گسترده از توانمندی‌ها، وزارت دفاع و پشتیبانی نیروهای مسلح در سال ۱۳۶۸ با تصویب مجلس شورای اسلامی از ادغام وزارت دفاع و سپاه پاسداران انقلاب اسلامی تشکیل شد. یکی از وظایف این وزارتخانه جدید، طراحی، ساخت، تولید و خرید نیازمندی‌های نیروهای مسلح بود. وزارت دفاع و پشتیبانی نیروهای مسلح امروزه دارای ۹ سازمان عمده تحقیقاتی، صنعتی، تولیدی و خدماتی در زیرمجموعه خود است، که تامین نیاز‌های نیروهای‌ مسلح را برعهده دارند. سازمان صنایع دفاع به‌صورت یکی از ارکان زیرمجموعه این وزارتخانه تعریف شده‌است.

## رتبه جهانی
ارتش جمهوری اسلامی ایران در رده‌بندی قدرت‌های نظامی جهان در وب‌سایت تخصصی گلوبال‎فایر پاور در رده شانزدهم جهان در سال ۲۰۲۵ قرار دارد این در حالی است که در سال ۲۰۲۴ در رده چهاردهم بود.

## محصولات صنایع نظامی ایران

### تجهیزات نظامی برای نیروی هوایی
- هواپیماهای جنگنده و مانند آن
- هواپیماهای حمل و نقل
- سایر هواپیماهای بال ثابت
- هلیکوپتر
- هواپیماهای بدون سرنشین
- شبیه سازها

### موشک ها
- موشک های قاره پیما
- موشک های هایپرسونیک
- موشک هایی با برد بالاتر از متوسط

موشک هایی با برد بین ۳۰۰۰ تا ۱۰۰۰۰ کیلومتر هستند
- موشک های میان برد

موشک هایی با برد بین ۱۰۰۰ تا ۳۰۰۰ کیلومتر هستند
- موشک های کوتاه برد

موشک هایی با برد تا ۱۰۰۰ کیلومتر هستند
- سامانه های دفاع هوایی موشکی قابل حمل
- موشک های ضد تانک
- موشک های ضد هوایی
- موشک کروز

### تجهیزات تسلیحات زمینی
- تانک ها
- وسایل نقلیه حمل و نقل زره ای
- توپخانه
- تجهیزات نظامی پیاده نظام

### تجهیزات دریایی
- شناورها و ناوها
- زیردریایی ها
- گشت های دریایی
- موشک های نیروی دریایی
- اژدرها

### الکترونیک
- گیرنده های رادیویی
- سیستم های شبیه سازی هواپیما و تانک برای آموزش
- سیستم های مانیتورینگ الکترواپتیکال
- سیستم های دوربین برای تصویربرداری ماهواره ای
- سنسورهای لیزری
- سیستم های دید در شب